# Grebbestad
Grebbestad est une localité de la commune de Tanum dans le comté de Västra Götaland en Suède.
Sa population était de 1874 habitants en 2019.